# Theodor Salzer
Theodor Salzer (* 27. Februar 1833 in Worms; † 29. Januar 1900 ebenda) war deutscher Apotheker und Chemiker. Er gilt als der Entdecker der Unterphosphorsäure.
Geboren als Sohn des Wormser Apothekers Johann Friedrich Salzer besuchte Salzer ab 1843 das Gymnasium und ab 1848 die Gewerbeschule in Darmstadt, an der er das Studium der Architektur jedoch abbrach. Stattdessen machte er eine Apothekerlehre in Mutterstadt und arbeitete als Gehilfe in Pforzheim, Basel und Koblenz.
1857 nahm er sein Studium an der Ruprecht-Karls-Universität Heidelberg auf und übernahm zugleich die Wormser Adlerapotheke von seinem Vater, die er bis 1891 betrieb.
Dabei kommt Salzer das Verdienst zu, 1894 als erster einen Rückstand in Phosphorsäure beschrieben zu haben, der bei langsamer Oxidation gelben Phosphors bei reduzierter Luftzufuhr entsteht. Er wies nach, dass dieser Rückstand beim Aufbewahren oder Verdunsten der wässrigen Lösung wiederum in phosphorige Säure sowie Phosphorsäure zerfällt.
Die chemische Analyse der Unterphosphorsäure (H4P2O6) gelang zwei Jahre später dem Münchner Medizinstudenten und späteren Chefarzt der Heidelberger Orthopädie Hans von Baeyer.